# Stazione di Sori
La stazione di Sori è una fermata ferroviaria posta lungo la linea Genova-Pisa, a servizio dell'omonimo comune.

## Storia

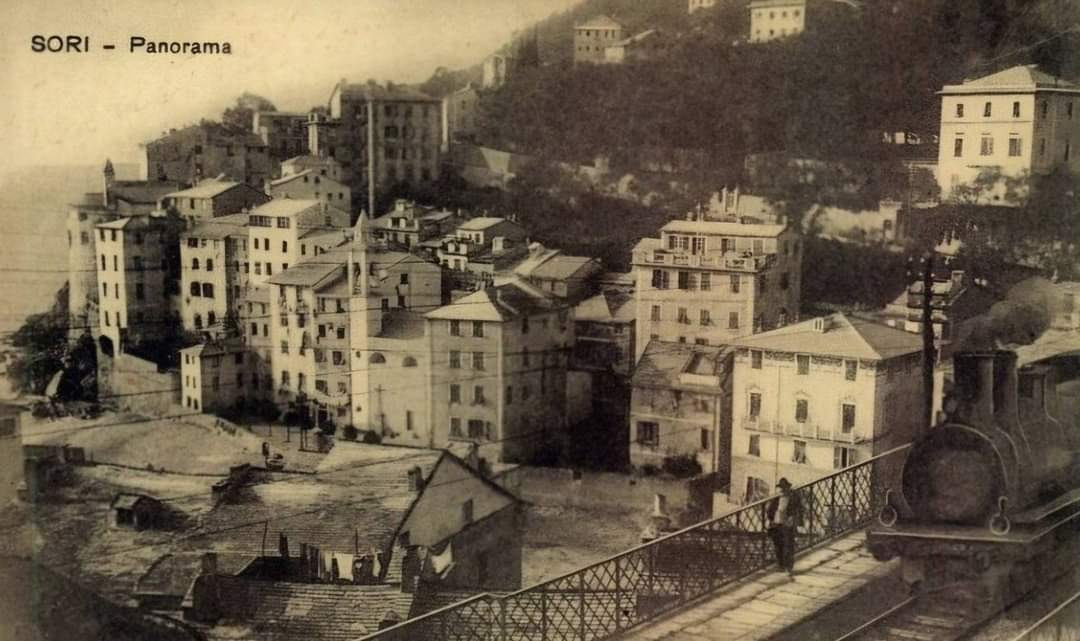
Scorcio della prima fermata di Sori, con il marciapiede posto sul viadotto

La prima fermata di Sori, posta in posizione più occidentale rispetto a quella di oggi, fu attivata il 23 novembre 1868 in occasione dell'apertura della tratta ferroviaria da Genova a Chiavari.
Fra il 1921 ed il 1923 fu attivato il raddoppio del tratto di linea compreso tra Pieve di Sori (l'attuale Pieve Ligure, proprio allora in fase di separazione da Sori quale comune indipendente) e Camogli. In tale occasione la stazione fu spostata di 227 m (da 14+056,60 a 14+283,10) ed il nuovo fabbricato andò a sostituire la casa cantoniera a guardia del passaggio a livello sull'Aurelia, soppresso a seguito dello spostamento della stessa.

## Strutture ed impianti
La fermata conta due binari, serviti da un marciapiede ad isola accessibile attraverso un sottopassaggio.
Il fabbricato viaggiatori, un edificio a due piani in classico stile ferroviario, è solo parzialmente utilizzato: alcuni locali del piano terra erano sono stati dati in comodato all'associazione "L'edera" che vi aveva aperto un centro anziani con bar-ristorante, chiuso però nel 2020, lasciando la stazione totalmente impresenziata.

## Servizi
La fermata dispone di:
- Biglietteria automatica
- Servizi igienici
- Sottopassaggio
- Parcheggio di scambio

## Movimento
Sori è servita da collegamenti regionali svolti da Trenitalia nell'ambito del contratto di servizio stipulato con la Regione Liguria.